# Mikkel Beckmann
Mikkel Beckmann (ur. 24 października 1983) – duński piłkarz występujący na pozycji skrzydłowego. Od 2015 gra w zespole Hobro IK.

## Kariera klubowa
Mikkel Beckmann zawodową karierę rozpoczął w 2003 w klubie Brønshøj. W trakcie rozgrywek 2003/2004 trafił do drużyny Lyngby Boldklub i w sezonie 2006/2007 awansował z nią do pierwszej ligi. W rozgrywkach Superligaen Beckmann zadebiutował 22 lipca 2007 w przegranym 0:3 meczu z Randers. Lyngby w końcowej tabeli ligowej zajęło ostatnie miejsce i spadło do drugiej ligi. Beckmann w 26 występach strzelił 8 goli, o 1 mniej niż najlepszy strzelec klubu – Christian Holst.
31 sierpnia 2008 Beckmann podpisał 4-letni kontrakt z zespołem Randers. 21 września w meczu z Midtjylland doznał kontuzji, która wykluczyła go z gry na niemal 2 miesiące. Łącznie w debiutanckim sezonie rozegrał 16 ligowych pojedynków, w tym 10 w podstawowym składzie. Podczas rozgrywek 2009/2010 duński piłkarz na stałe zapewnił sobie miejsce w podstawowym składzie swojej drużyny. Zanotował 31 występów, w tym 29 w wyjściowej jedenastce. Zdobywając w nich 10 bramek został najlepszym strzelcem Randers.

## Kariera reprezentacyjna
W sierpniu 2004 Beckmann został powołany do reprezentacji Danii do lat 21, jednak nie rozegrał dla niej żadnego meczu. W seniorskiej kadrze zadebiutował 6 lutego 2008 w zwycięskim 2:1 towarzyskim spotkaniu ze Słowenią, kiedy to w 71. minucie zmienił Martina Jørgensena. 26 marca Beckmann wystąpił w pojedynku przeciwko Czechom i grał w nim przez całą pierwszą połowę. Od tego czasu Duńczyk przestał być powoływany do zespołu narodowego. Powrócił do niego w maju 2010, kiedy to Morten Olsen powołał go do wstępnej, 30–osobowej kadry na Mistrzostwa Świata w RPA. Selekcjoner Duńczyków powiedział, że jest pod wrażeniem gry Beckmanna w drużynie Randers, po czym powołał go do ostatecznej, 23–osobowej kadry na mundial.